# Ciprian Rus
Ciprian Rus (sinh ngày 1 tháng 3 năm 1991) là một cầu thủ bóng đá người România thi đấu ở vị trí tiền đạo cho Dunărea Călărași.